# Шор (партия)
Политическая партия «Шор» (рум. Partidul Politic „Șor”) — до 19 июня 2023 года политическая партия в Республике Молдова. До 3 октября 2016 года партия носила название Общественно-политическое движение «Равноправие» (рум. Mișcarea social-politică „Ravnopravie”).

## История
Учредительный съезд общественно-политического движения «Равноправие» состоялся 13 июня 1998 года. Конгресс одобрил программную декларацию и состав движения. Социально-политическая организация «Равноправие» была предложена в качестве основной цели — способствовать обеспечению равных прав граждан независимо от национальности, социального положения или религии, в целях укрепления гражданского общества и в построении демократического правового государства.
Движение «Равноправие» приняло участие в местных выборах в 1999, 2003 и 2009 гг. и парламентских выборах в 2001 (0,44 %), 2005 (2,83 %) и 2010 гг. (0,1 %). 19 июня 2016 года примар города Оргеев Илан Шор стал председателем движения, сменив его основателя, Валерия Клименко.
25 сентября 2016 года в рамках VII-го съезда общественно-политическое движение «Равноправие» было переименовано в «Политическую партию ШОР». Также на съезде были приняты новые программа и устав партии.
С 2019 года председатель партии Илан Шор находится в бегах и объявлен в международный розыск по делу о краже 1 млрд долл. из банковской системы страны.
Находящийся в Израиле Илан Шор приговорён в Республике Молдова судом первой инстанции к 7,5 годам лишения свободы за хищения в особо крупных размерах по делу о «краже миллиарда».
14 апреля 2023 года после четырёх лет рассмотрения дела Апелляционная палата Кишинёва (АП) приговорила беглого депутата Илана Шора к 15 годам лишения свободы с запретом на пять лет занимать должности в банковской системе, лишением депутатского мандата, а также потребовала экстрадировать его из Израиля, где он находится с 2019 года. Кроме того, были конфискованы несколько его крупных активов.
В 2022 году, после российского вторжения на Украину, партия «Шор» начала активно взаимодействовать с российскими властями, депутаты посетили Москву и наладили межпартийные контакты. После этого партия организовывала протестную деятельность против действующей власти в Республике Молдова.
В июле 2022 года Марину Таубер (фактический лидер партии «Шор» внутри республики) обвинили в получении средств для партии от организованных преступных групп и фальсификации бухгалтерской отчётности; в 2023 году она была задержана в аэропорту Кишинёва и помещена под домашний арест; парламент лишил её депутатского иммунитета.
В 2023 году Конституционный суд Республики Молдова приступил к рассмотрению обращения правительства о проверке конституционности политической партии «Шор».
19 июня 2023 года Конституционный суд Республики Молдова признал партию «Шор» неконституционной. Суд постановил, что партия «Шор» должна считаться распущенной, а Министерство юстиции Республики Молдова обязано исключить её из регистра политических партий. Депутаты от «Шор» сохраняют свои мандаты, но становятся независимыми депутатами, не имея права вступать в другие партии. Решение Конституционного суда Республики Молдова вступило в силу немедленно.
- Председатель — Илан Шор;
- Почётный председатель — Валерий Клименко;
- Вице-председатель — Марина Таубер;
- Генеральный секретарь — Мария Албот;
- Председатель молодёжной организации — Русу Родика;
- Председатель женской организации — Инна Попенко;
- Председатель организации ветеранов — Регина Апостолова.

## Результаты на выборах
На всеобщих выборах 1999 года Республиканское общественно-политическое движение «Равноправие» получило следующие результаты:
- Муниципальные советы и советы уездов — 0,75 % голосов и 1 мандат;
- Городские и сельские советы — 0,17 % голосов и 4 мандата;
- Никто примаром не стал.

На выборах примара Кишинёва 1999 года Республиканское общественно-политическое движение «Равноправие» выдвинуло в качестве кандидата её председателя Валерия Клименко. В первом туре кандидат получил 4,09 % голосов и занял 5-е место.
На парламентских выборах 2001 года Республиканское общественно-политическое движение «Равноправие» набрало 0,44 % голосов избирателей и не смогло преодолеть избирательный барьер в 6 %.
На всеобщих выборах 2003 года Республиканское общественно-политическое движение «Равноправие» получило следующие результаты:
- Муниципальные и районные советы — 0,85 % голосов и 3 мандата;
- Городские и сельские советы — 0,43 % голосов и 35 мандатов;
- 2 кандидата стали примарами.

На выборах примара Кишинёва 2003 года Республиканское общественно-политическое движение «Равноправие» выдвинуло в качестве кандидата её председателя Валерия Клименко. В первом туре кандидат получил 1,80 % голосов и занял 5-е место.
На парламентских выборах 2005 года Республиканское общественно-политическое движение «Равноправие» набрало 2,83 % голосов избирателей и не смогло преодолеть избирательный барьер в 6 %.
На июльских выборах примара Кишинёва 2005 года Республиканское общественно-политическое движение «Равноправие» выдвинуло в качестве кандидата её председателя Валерия Клименко. В первом туре кандидат получил 3,76 % голосов и занял 6-е место. После признания выборов недействительными из-за низкой явки избирателей были назначены повторные выборы, на которых приняли участие Валерия Клименко и кандидат Партии коммунистов Республики Молдова Зинаида Гречаный. На них кандидат набрал 12,22 % голосов, однако и те выборы были признаны недействительными из-за низкой явки.
На ноябрьских выборах примара Кишинёва 2005 года Республиканское общественно-политическое движение «Равноправие» участвовало в составе Избирательного блока «Patria-Родина — Равноправие» и выдвинуло в качестве кандидата ответственного секретаря Партии социалистов Республики Молдова Валентина Крылова. В первом туре кандидат получил 6,38 % голосов и занял 4-е место. После признания выборов недействительными из-за низкой явки избирателей были назначены повторные выборы, на которых также участвовал Валентин Крылов. На них кандидат набрал 6,92 % голосов и занял 3-е место, однако и те выборы были признаны недействительными из-за низкой явки.
На всеобщих выборах 2007 года Республиканское общественно-политическое движение «Равноправие» участвовало в составе Избирательного блока «Patria-Родина — Равноправие».
- Муниципальные и районные советы — 1,45 % голосов и 14 мандатов;
- Городские и сельские советы — 1,79 % голосов и 163 мандата;
- 10 кандидатов стали примарами.

На выборах примара Кишинёва 2007 года Избирательный блок «Patria-Родина — Равноправие» выдвинул в качестве кандидата ответственного секретаря Партии социалистов Республики Молдова Валентина Крылова. В первом туре кандидат получил 2,70 % голосов и занял 9-е место.
На парламентских выборах 2010 года Общественно-политическое движение «Равноправие» набрало 0,10 % голосов избирателей и не смогло преодолеть избирательный барьер в 4 %.
На всеобщих выборах 2011 года Общественно-политическое движение «Равноправие» получило следующие результаты:
- Муниципальные и районные советы — 0,22 % голосов;
- Городские и сельские советы — 0,15 % голосов и 6 мандатов;
- Никто примаром не стал.

На выборах примара Кишинёва 2011 года Общественно-политическое движение «Равноправие» выдвинуло в качестве кандидата её председателя Валерия Клименко. В первом туре кандидат получил 0,22 % голосов и занял 8-е место.
На парламентских выборах 2014 года Общественно-политическое движение «Равноправие» изначально изъявило желание принять на них участие, однако она снялась с избирательной гонки в пользу Партии социалистов Республики Молдова.
На всеобщих выборах 2015 года Общественно-политическое движение «Равноправие» получило следующие результаты:
- Муниципальные и районные советы — 0,03 % голосов;
- Городские и сельские советы — 0,57 % голосов и 18 мандатов;
- 1 кандидат стал примаром.

На выборах примара Кишинёва 2015 года Общественно-политическое движение «Равноправие» выдвинуло в качестве кандидата её председателя Валерия Клименко. В первом туре кандидат получил 0,09 % голосов и занял 14-е место.
На президентских выборах 2016 года Политическая партия «ШОР» выдвинула в качестве кандидата Инну Попенко, однако её сняли с президентской гонки на основании решения Высшей судебной палаты, которая отменила решение ЦИК о регистрации кандидата. Инну Попенко обвиняют в подкупе избирателей и в том, что она не отчиталась за все расходы, сделанные во время избирательной кампании.
На выборах примара Кишинёва 2018 года Политическая партия «ШОР» выдвинула в качестве кандидата заместителя примара Оргеева Регину Апостолову, однако её сняли с избирательной гонки, обвинив партию в том, что она получала финансирование из-за границы.
На парламентских выборах 2019 года Политическая партия «ШОР» получило следующие результаты:
- По национальному округу — 8,32 % голосов и 5 мандатов из 50 возможных;
- По одномандатным округам — 2 мандата из 51 возможных;
- Всего партия выиграла 7 мандатов депутата из 101.

На всеобщих выборах 2019 года Политическая партия «ШОР» получило следующие результаты:
- Муниципальные и районные советы — 6,72 % голосов и 72 мандата;
- Городские и сельские советы — 6,32 % голосов и 516 мандатов;
- 43 кандидата стали примарами.

## Санкции
26 октября 2022 года политическая партия была внесена в санкционный список США как партия связанная с Иланом Шором, который попал под санкции США за организацию беспорядков с целью «подорвать демократическое развитие Молдовы».